# Xiphocentron steffeni
Xiphocentron steffeni är en nattsländeart som först beskrevs av G. Marlier 1964.  Xiphocentron steffeni ingår i släktet Xiphocentron och familjen Xiphocentronidae. Inga underarter finns listade i Catalogue of Life.